# Twice as Far
«El Doble de Lejos» —título original en inglés: «Twice as Far»— es el décimo cuarto episodio de la sexta temporada de la serie de televisión de horror posapocalíptica The Walking Dead. Se estrenó el día 20 de marzo de 2016, la cadena Fox hizo lo mismo el día 21 del mismo mes en España e Hispanoamérica. Fue dirigido por Alrick Riley y en el guion estuvo a cargo Matthew Negrete.
Este episodio se centra principalmente en dos grupos separados de personajes que van en carreras de suministro; Daryl, Rosita y Denise; y Abraham y Eugene. El episodio marca la aparición final de Merritt Wever de la personaje de reparto, la Dra. Denise Cloyd, ya que muere en este episodio. También marca el regreso de Austin Amelio como Dwight, que ha estado ausente desde el sexto episodio de la temporada.
En general, el episodio recibió críticas mixtas, y la mayoría de las críticas se dirigen a la decisión de Carol de dejar de tener sentido. Sin embargo, los elogios fueron para el desarrollo del personaje, la muerte de Denise y el regreso de Dwight.

## Trama
Después del asalto a los salvadores, todos reanudan sus actividades normales en Alexandría. Morgan (Lennie James) termina de reforzar su celda, diciéndole a Rick (Andrew Lincoln) que les dará opciones en el futuro. Rosita (Christian Serratos) se despierta en la cama con Spencer (Austin Nichols), una relación que parece significar más para él que para ella. Carol (Melissa McBride), todavía preocupada por sus experiencias con los salvadores. Daryl (Norman Reedus) le confiesa a Carol que desearía haber matado a la gente con la que estaba anteriormente en el bosque quemado.
Denise (Merritt Wever) les pide a Daryl y a Rosita que la acompañen a una farmacia cercana que podría tener medicamentos. Daryl y Rosita le piden a Denise que se quede atrás, pero ella insiste en que está lista para salir de las paredes. Los tres se ven obligados a viajar a pie después de encontrarse con un árbol que bloquea la carretera. Llegan a la farmacia, donde Daryl y Rosita invaden los estantes. Mientras tanto, Denise entra a un cuarto trasero donde encuentra un caminante atrapado y un fregadero lleno de sangre y posiblemente un niño ahogado. Horrorizada, ella sale corriendo de la farmacia, donde Daryl y Rosita pronto la vuelven a unir, y ella los elogia por haberlas guiado a la medicina.
Mientras tanto, un Eugene (Josh McDermitt) más seguro lleva a Abraham (Michael Cudlitz) a una tienda de máquinas industriales, donde Eugene anuncia que va a utilizar la tienda para fabricar municiones. Se acerca un andador, pero Eugene no puede matarlo ya que la cabeza del caminante estaba empapada en metal líquido. Abraham interviene y lo mata, lo que molesta a Eugene, que insiste en que pudo haber matado al caminante él mismo. Eugene le dice a Abraham que ya no necesita su ayuda, y Abraham se va, diciéndole a Eugene que encuentre su propio camino a casa.
En su camino de regreso a Alexandría, Denise ve un refrigerador dentro de un carro habitado por un caminante. Ignorando las advertencias de Daryl y Rosita, ella va tras la hielera. Después de una lucha intensa, mata solo al caminante y muestra con orgullo una lata de refresco de naranja que estaba en el refrigerador. Daryl regaña a Denise porque estuvo a punto de haber sido asesinada, pero Denise dice que necesitaba la experiencia y específicamente le pidió a Daryl y Rosita que la acompañaran para que pudiera aprender de sus puntos fuertes. De repente, una flecha de ballesta golpea y penetra a Denise a través del ojo desde atrás, matándola instantáneamente. Dwight (Austin Amelio), quien robó la motocicleta de Daryl, emerge del bosque con la ballesta de Daryl y un grupo de salvadores armados, así como un Eugene capturado. Dwight, cuyo rostro tiene severas cicatrices de quemaduras en un lado, ordena a Daryl llevar a su grupo a Alexandría. Al ver a Abraham, Eugene dice que tienen un amigo que se esconde detrás de unos barriles de petróleo cercanos e insta a Dwight a matarlo primero. Cuando Dwight envía a un Salvador a investigar, Eugene muerde a Dwight en la entrepierna y Abraham abre fuego eliminando a un salvador. Se produce un tiroteo y Eugene es golpeado en el fuego cruzado. Después de que mueren varios salvadores, Dwight se retira con sus hombres restantes.
Después de regresar a Alexandría, Abraham y Eugene se disculpan por sus problemas en el camino. Abraham luego va a la casa de Sasha (Sonequa Martin-Green), donde la convence de comenzar una relación con él. Ella le dice que entre a su casa. Daryl y Carol entierran a Denise en Alexandría, con Daryl sintiéndose culpable por la muerte de Denise.
En su casa, Tobin (Jason Douglas) lee una nota de Carol en la que ella escribe que se va de Alexandría y le pide a él (y a todos los demás) que no la sigan.

## Producción
Los actores Steven Yeun (Glenn Rhee), Lauren Cohan (Maggie Greene), Chandler Riggs (Carl Grimes), Danai Gurira (Michonne), Alanna Masterson (Tara Chambler) y Ross Marquand (Aaron) no aparecen en este episodio pero igual son acreditados.

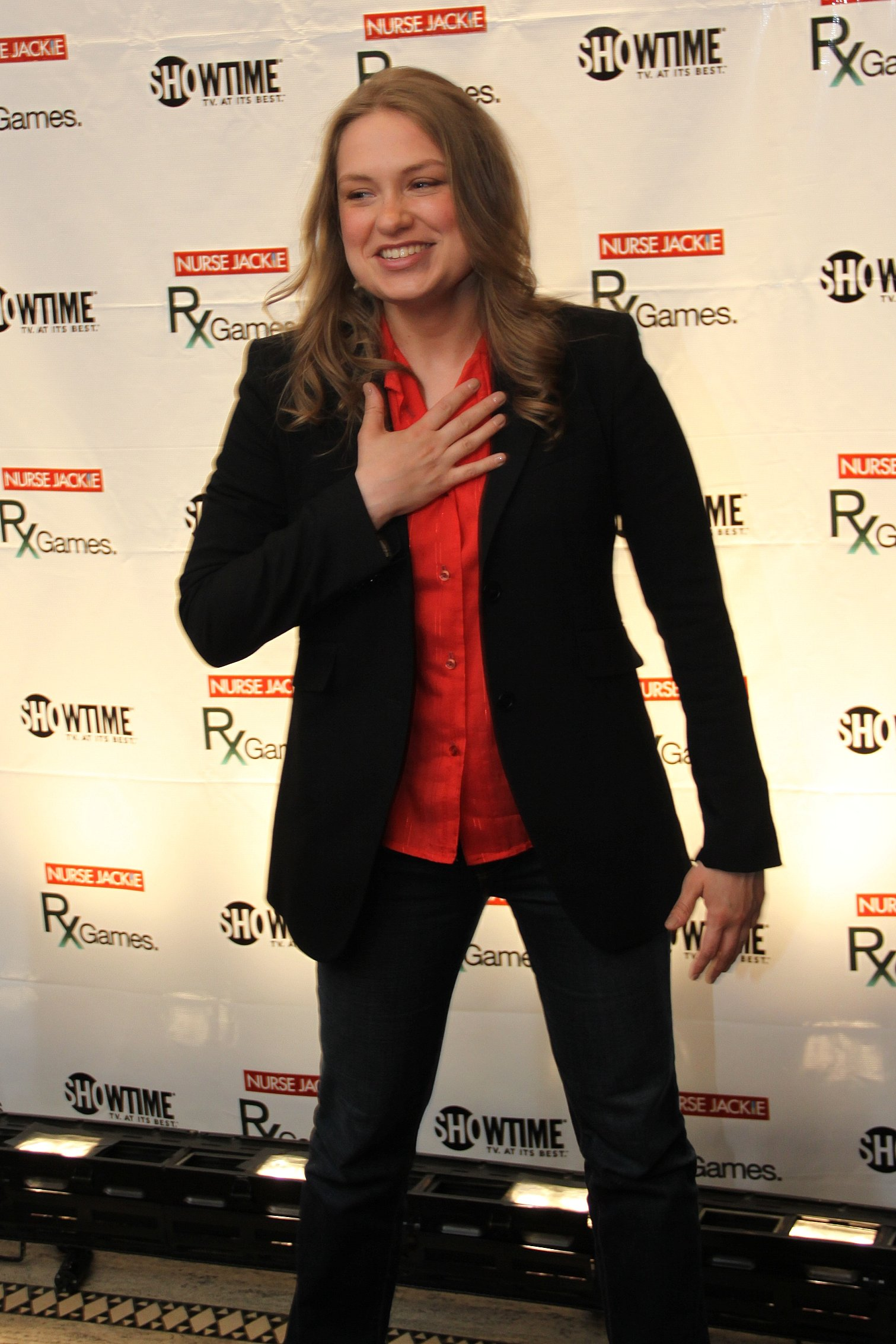
"Twice as Far" marcó la última aparición de la Doctora Denise Cloyd (Merritt Wever), como parte del elenco recurrente, desde el comienzo de la sexta temporada.

Este episodio marca la última aparición de actriz recurrente Merritt Wever como Denise Cloyd, quien apareció en el comienzo de la sexta temporada. La muerte del personaje es diferente que en la serie de cómics ya que la manera quien muere asesinado por Dwight en el cómic es Abraham Ford. El episodio también marca el debut de Dwight en el papel de Austin Amelio quien interepreta el papel de Dwight personaje que también está basado en los cómics. Aparece por primera vez en "Always Accountable" cuando sólo se le conocía como "D".

## Recepción
El episodio recibió críticas mixtas de los críticos. Lleva a cabo una calificación positiva 59% con una puntuación media de 7 sobre 10 en la revisión agregado por la Rotten Tomatoes. Los críticos dijeron lo siguiente: "Twice as Far tiene unos momentos de gran alcance, pero en general carece de suficiente atención o profundidad para compensar las tramas desordenadas, una muerte sin sentido y un final frustrante." Matt Fowler de IGN dio que un 8 sobre 10 y positivamente comentado las dos misiones de suministro de gestión y la historia de Denise, pero sintió que la decisión de Carol de auto-exiliarse no funcionó. Zack Handlen de The A.V. Club le dio al episodio una calificación de "B +"

### Índices de audiencia
El episodio promedió una calificación de 6,0 en adultos 18-49, con 12.686 millones de televidentes en general, un ligero aumento del episodio anterior.